# Au-delà de cette limite votre ticket n'est plus valable (film)
Pour les articles homonymes, voir Au-delà de cette limite votre ticket n'est plus valable (homonymie).
Pour plus de détails, voir Fiche technique et Distribution.
Au-delà de cette limite votre ticket n'est plus valable (titre original : Your Ticket Is No Longer Valid) est un film canadien réalisé par George Kaczender et sorti en 1981.

## Synopsis
Les affaires de Jason, quinquagénaire et important financier, commencent à péricliter. Son angoisse s'assortit d'une diminution inquiétante de son érection, ce qui fait naître sa peur de ne plus pouvoir satisfaire Laura, sa jeune maîtresse. Tout en essayant de sauver son patrimoine financier convoité par un redoutable adversaire, Jason recourt à différentes méthodes pour tenter de pallier sa virilité défaillante : consultations psychiatriques, stimulations grâce au voyeurisme et autres excitations auxquelles se prête sa petite amie compatissante et même visite à une professionnelle du sexe. Mais rien n'y fait : sans cesse assailli par des fantasmes, son traumatisme s'aggrave et fait surgir des pensées suicidaires...

## Thèmes et contexte
Le titre, reprenant celui du roman de Romain Gary dont le film est une adaptation, est métaphorique : le ticket qui n'est plus valable, c'est le pénis en berne du héros. Une étude cinématographique inhabituelle, celle de la perte de virilité. Le mérite du film, avec ses qualités et ses défauts, est d'avoir courageusement abordé un problème crucial avant l'apparition d'une petite pilule bleue.

## Fiche technique
- Titre : Au-delà de cette limite votre ticket n'est plus valable
- Titre original : Your Ticket Is No Longer Valid
- Réalisation : George Kaczender
- Scénario : Leila Basen, Ian McLellan Hunter d'après le roman de Romain Gary, Au-delà de cette limite votre ticket n'est plus valable (Éditions Gallimard, 1975)
- Musique : Michel Legrand
- Photographie : Miklós Lente
- Son : Richard Lightstone
- Montage : Peter Wintonick
- Direction artistique : Claude Bonnière
- Décors : François De Lucy
- Costumes : Julie Benton
- Pays d'origine :  Canada
- Tournage :
  - Langue : anglais
  - Intérieurs : Studio Sonolab (Montréal, Québec)
  - Extérieurs : Montréal (Québec), New York (États-Unis), Paris (France)
- Producteurs : Robert Lantos, Stephen J. Roth
- Société de production : Films RSL (Canada)
- Sociétés de distribution : Ambassador Film Distributors, Central Film, Cinéville Vieux Port, Credo, Crystal Films, Midi Cinema Location
- Format : couleur (Eastmancolor) — 35 mm — son monophonique
- Genre : drame
- Durée : 92 minutes
- Dates de sortie : 
  - Canada 18 décembre 1981
  - France 7 juillet 1982
- Mention CNC : interdit aux -12 ans (visa d'exploitation no 56225 délivré le 12 août 1982)

## Distribution
- Richard Harris : Jason
- Jennifer Dale : Laura
- George Peppard : Jim Daley
- Jeanne Moreau : Lili Marlene
- Winston Rekert : Antonio Montoya
- Alexandra Stewart : Clara
- Jan Rubes : le psychiatre
- Michael Kane : Steinhart
- Gérard Buhr : l'employé de l'hôtel

## Récompenses et distinctions
- Prix Génie 1982 : nomination de Claude Bonnière pour la Meilleure direction artistique.